# Pollina-San Mauro Castelverde vasútállomás
Pollina-San Mauro Castelverde egy vasútállomás Olaszországban, Szicília régióban, Palermo megyében, Pollina településen. Forgalma alapján az olasz vasútállomás-kategóriák közül a bronz kategóriába tartozik.

## Vasútvonalak
Az állomást az alábbi vasútvonalak érintik:
- Palermo–Messina-vasútvonal